# Fritz Wendhausen
Fritz Wendhausen, né Fritz Schultze le 7 août 1891 à Wendhausen mort le 5 janvier 1962 à Königstein im Taunus en Allemagne, est un acteur, metteur en scène, scénariste et réalisateur de cinéma allemand.

## Biographie
Fritz Schultze étudie l'histoire, l'histoire de l'art et la philosophie et se dirige ensuite vers l'art de la scène. Il devient acteur à Leipzig en 1916 sous le nom de Fritz Wendhausen, du nom de son village natal. Il est ensuite régisseur de théâtre à Mayence en 1917 et à Mannheim en 1919. Il est engagé par Max Reinhardt au Deutsches Theater en 1920 et au Schauspielhaus de Berlin. Il monte entre autres César et Cléopâtre de George Bernard Shaw (1920), La Passion de Wilhelm Schmidtbonn (1921), des pièces de Goldoni, etc.
Il commence sa carrière de réalisateur de cinéma en 1921 et écrit lui-même la mise en scène de ses films. À l'arrivée au pouvoir du parti national-socialiste, il adopte une attitude d'arrangement en adhérant au NSBO, organisation de travailleurs soumise au NSDAP. Peer Gynt (1934), avec la participation d'Hans Albers, compte parmi les œuvres significatives de cette époque. Il se marie avec l'actrice Hanna Ralph.
Il se détourne du régime et émigre en 1938 au Royaume-Uni. Il travaille à la BBC à partir de 1940 dans le service germanophone et a une audience clandestine relativement importante dans l'Allemagne en guerre. Il tourne en Angleterre dans des films anti-hitlériens. Après 1945, il revient en Allemagne, pays alors en ruines, physiquement, moralement et intellectuellement. Il remet sur pied des spectacles et devient metteur en scène au théâtre Hebbel qui se situait en zone américaine. Il travaille aussi pour le theater am Kurfürstendamm qui venait d'être reconstruit en 1946-1947, en particulier pour La Ménagerie de verre de Tennessee Williams qui fut un grand succès.

## Filmographie partielle
- 1922 : Die Intrigen der Madame de La Pommeraye
- 1928 : Eine Frau von Format
- 1929 : The Runaway Princess
- 1931 : 1914, fleurs meurtries
- 1932 : Nous les mères
- 1934 : Der schwarze Walfisch
- 1936 : Parade familiale (en) (Familienparade)